# باد جارفيس
باد جارفيس هو لاعب هوكي الجليد كندي، ولد في 7 ديسمبر 1907 في ثاندر باي في كندا، وتوفي في 7 مايو 1983.

## وصلات خارجية
- باد جارفيس على موقع دوري الهوكي الوطني (الإنجليزية)
- باد جارفيس على موقع قاعة مشاهير الهوكي (لاعب أن.إتش.أل) (الإنجليزية)
- باد جارفيس على موقع EliteProspects.com (الإنجليزية)
- باد جارفيس على موقع HockeyDB.com (الإنجليزية)
- باد جارفيس على موقع Hockey-Reference.com (الإنجليزية)